# ビツァ公園

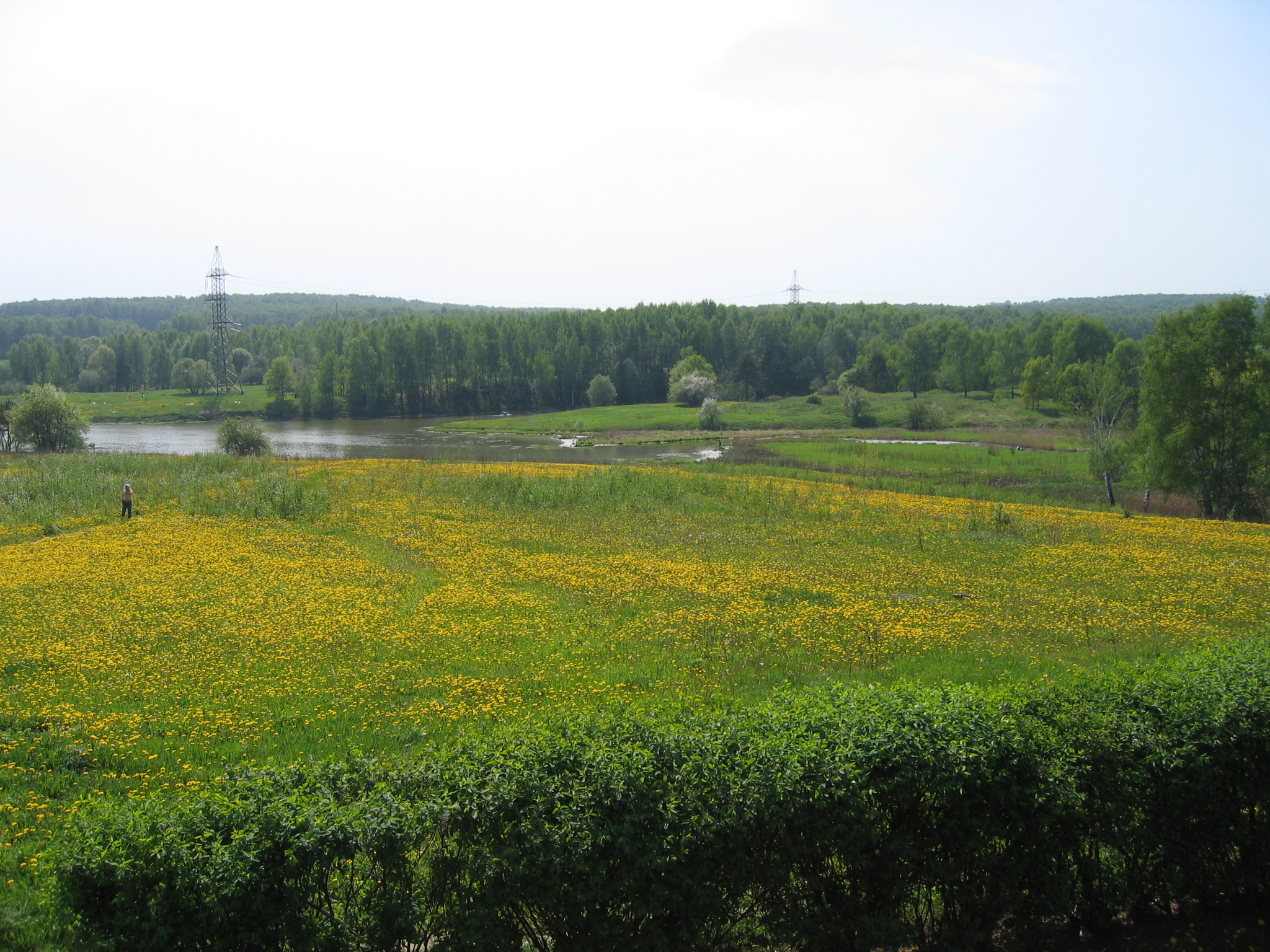
ビツェフスキー森林公園。«ビツァ»地帯の風景。

ビツェフスキー森林公園 (ビツァ公園とも。ロシア語: Битцевский парк)は、ロシア・モスクワにある自然公園(森林公園)の中で最も大きい物の一つである。公園はチェルタノフスカ川とビツァ川によって横断され、南北10kmにわたって広がり、18km四方にわたって公園の領域がある。公園は北から南に向かって延びており、北側ではバラクラフスキー通りによって区切られている。

## 自然

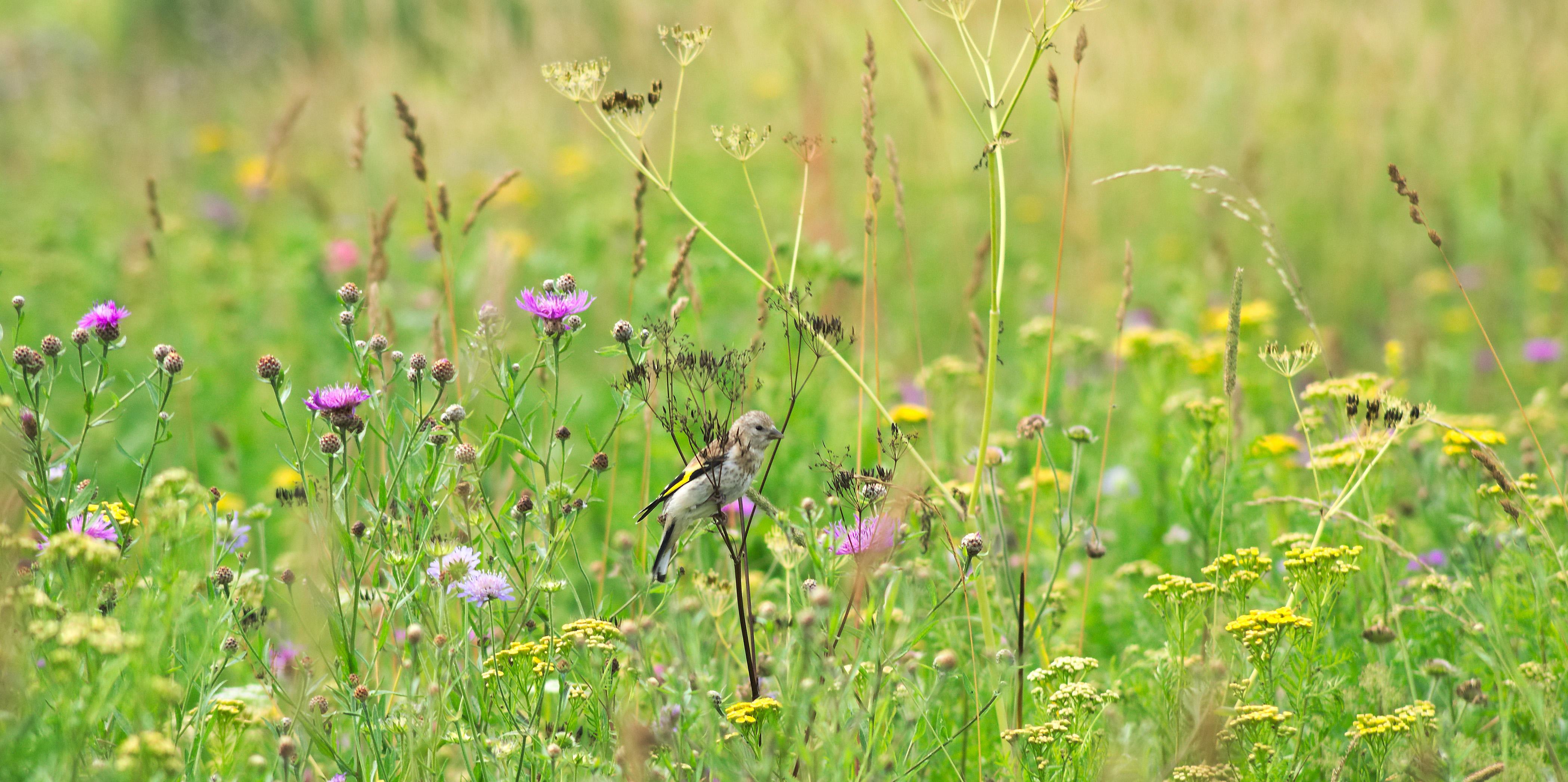
生きている開花草原

公園では500種以上の植物が原生しており、その中にはシナノキ,オーク,モミが含まれている。これらの植物は、19世紀にミハイル・カトコフ（帝政ロシアの政治家、ジャーナリスト）の息子によって、息子の家族のマナー・ハウスで育てられた物だった。公園内では33種の哺乳類と78種の鳥類が登録されている。

## 公園に関連した出来事
公園の敷地内には、ロシア科学アカデミー古生物学研究所の施設が置かれており、18世紀に設立されたウズコイェ,ズナーメンス・サドキ、再建されたヤセネヴォがある。これらの研究所は、モスクワオリンピック（日本はボイコットにより不参加）の際に建てられたビツァ馬術施設を取り囲んでいる。公園内の森では、1992年～2006年6月にかけて、アレクサンドル・ピチュシキンによる連続殺人事件が起きた(少なくとも48人、推定で61人から63人を殺害したとされており、犠牲者の死体が見つかっている。)。